# Serge Lancel
Serge Lancel (San Miguel del Padrón, Cuba, 5 de septiembre de 1928-Grenoble, Francia, 9 de octubre de 2005) fue un filólogo, arqueólogo e historiador francés, especialista en Historia Antigua mediterránea (concretamente en la civilización púnica) y en la figura de San Agustín de Hipona.
Fue alumno de la Escuela Normal Superior de Francia (1949), luego agregado de Gramática (1952), miembro de la Escuela Francesa de Roma (1953-1955), y posteriormente profesor de letras de instituto en Argel (1956-1958). Fue asistente de latín en la Sorbona (1958-1962), lengua que luego enseñaría en la Facultad de Letras de Tananarive (1963). Vuelto a Argel, fue director de conferencias de lengua y literatura en la Facultad hasta 1965, al tiempo que desempeñaba hasta 1966 el puesto como director de la 2.ª circunscripción arqueológica de Argelia y del museo de Tipasa, cuya necrópolis descubrió y excavó.
Desde 1965 estuvo vinculado a la Universidad Stendhal de Grenoble (Université Grenoble-III), donde fue profesor de latín, de literatura e historia romanas y director de conferencias, doctorándose en Letras en 1972; sería después designado como director de Antigüedades Históricas de la región Ródano-Alpes (1973-1975).
En 1972 la Unesco promovió una campaña internacional para la excavación y protección de la ciudad de Cartago, y Lancel ejerció como director de la misión arqueológica francesa en esta ciudad entre los años 1973 y 1978. Su intervención, en colaboración con el conservador tunecino Abdelmajid Ennabli, se centró en la colina de Birsa, que dominaba toda la ciudad antigua, proporcionando nuevos datos que ampliaron el conocimiento sobre las fases púnicas principalmente. Fue también cofundador y primer presidente de la "Sociedad de estudio del Magreb prehistórico, antiguo y medieval" (SEMPAM) en el año 2000.
Entre otros importantes méritos, fue miembro de la Academia de las inscripciones y lenguas antiguas, nombrado doctor honoris causa por la Universidad de Friburgo, y condecorado con la Legión de Honor francesa.

## Obras principales
- Serge Lancel (1994). Cartago. Editorial Crítica. ISBN 8474236339.
- Serge Lancel (1997). Aníbal. Editorial Crítica. ISBN 8474238269.
- Serge Lancel (1999). Saint Augustin. Fayard. ISBN ISBN 2213602824. (en francés) |isbn= incorrecto (ayuda).
- Serge Lancel (2004). L'Algérie antique. De Massinissa à saint Augustin. Mengès. ISBN ISBN 285620421X. (en francés) |isbn= incorrecto (ayuda).